# مقعد سيارة

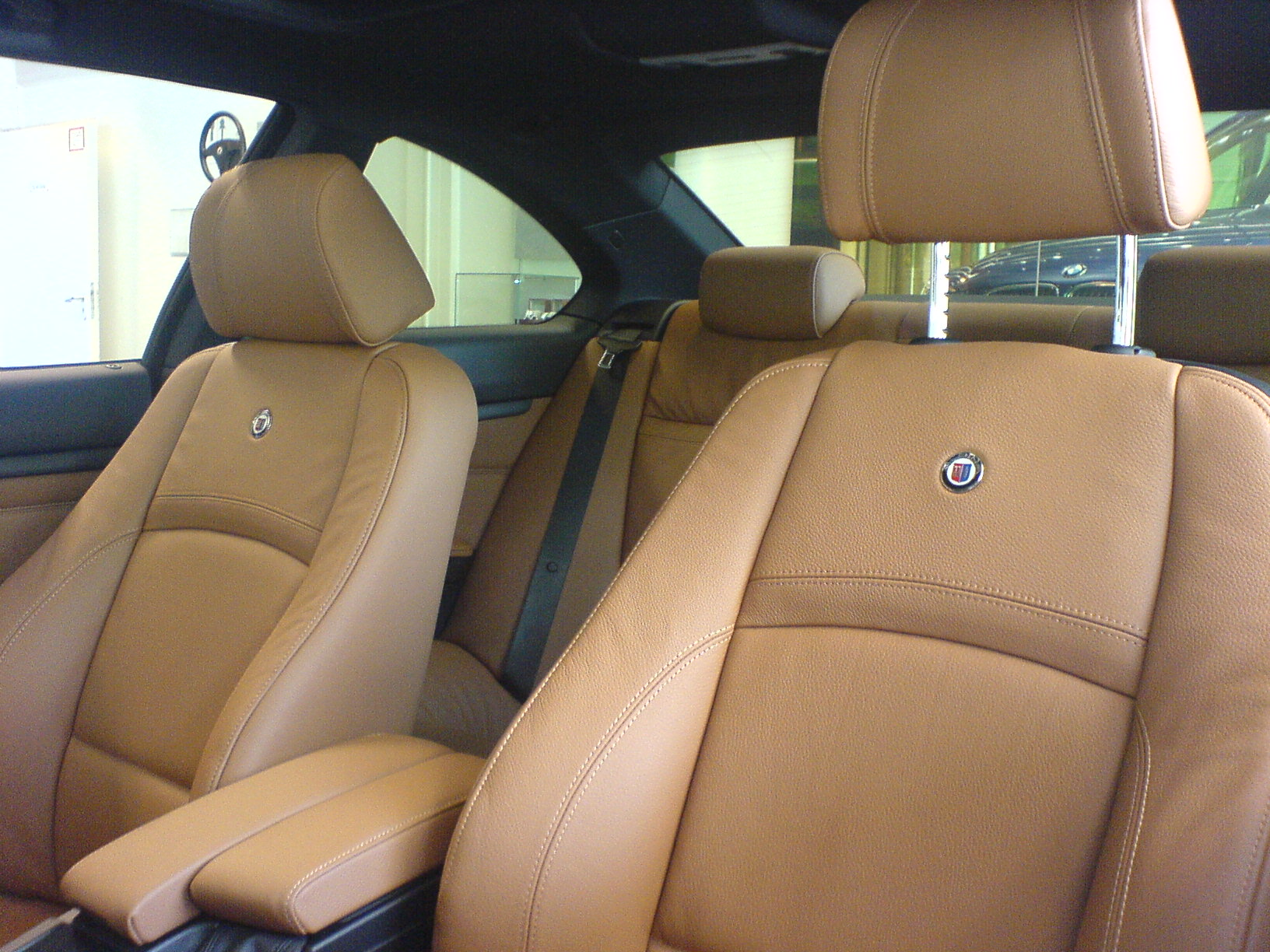
مقعد سيارة بي إم دبليو.

مقعد السيارة هو كرسي مستخدم في المركبات. مقعد السيارة
مقعد السيارة هو المقعد المستخدم في السيارة. معظم مقاعد السيارات مصنوعة من مواد غير باهضة الثمن ولكن مادتها متينة لتحمل الاستخدام الطويل. أكثر المواد شيوعًا في صناعتها هو (البوليستر).

المقاعد القابلة للطي
منذ وقت باكر كانت تتميز السيارة السياحية بمقاعد مساعدة قابلة للطي لتوفر سعة إضافية للركاب. في وقت ما كانت السيارات متوفرة مع مقاعد خارجية تُطوى وتفتح من خلال مقاعد منجدة لراكب أو راكبين.
توفر بعض موديلات السيارات مقاعد خلفية قابلة للطي مثل سيارة نوع (شيفورليه كورفار) للحصول على مساحة للبضائع عندما لا يشغلها السكان.
كانت ميزة طي المقاعد الخلفية والأمامية موجودة في سيارات (كرايزلر بي تي كروزر) لكي تسع أغراضًا أطول مثل سلم بطول 240 سم (8 أقدام) داخل السيارة.

## المقاعد الكهربائية
معظم مقاعد السيارات مجهزه ببطارية الطاقة الكهربائية للتحكم في تعديل وضعية المقعد في السيارة. السيارات المجهزة بشكل جيد, يمكن تعديل المقاعد و المرايا فيها باستخدام أدوات التحكم الكهربائي. تسمح بعض السيارات للسائقين بحفظ التعديلات التي اجروها من قبل في (ذاكرة المقعد الألكتروني) لإعادة تطبيقها فيما بعد بضغطة زر

## أغطية السيارات
إن أغطية مقاعد السيارات هي إكسسوارات تقوم بحماية مقعد السيارة الأصلي من التلف و تضيف مظهر رائع إلى مقصورة السيارة الداخلية.كما أن اغطية مقاعد السيارات تساعد في الحفاظ على جودة السيارة عند إعادة بيعها و كما أنها تضاعف من راحة السائق و الركاب.

### السلامة
حدد القانون الوطني لسلامة السيارات والمرور في الولايات المتحدة معايير القوة لمقاعد السيارات سنة 1966. و قد تضمنت هذه القواعد المتطلبات الخاصة بتثبيت وبناء مجموعة مقاعد السيارات. بعض المطالب القانونية في الولايات المتحدة تنص على انه يجب للطفل الجلوس في مقدمة عرضها 150سم (5قدم),و يجب ان يزيد وزنه عن 36 كجم (80رطلا). أظهرت بعض الدراسات أن السائقين يرفضون حمل العدد الكامل من الركاب بسبب تخوفهم من عدم كفاية الرؤية من خلال النافذة الخلفية.
- (المقعد المضاد للغواصات)هو نوع من المقاعد التي تشمل على ألواح ذات شكل خاص في الحافة الأمامية لوسادة المقعد، مما يقلل من ميل الراكب للأنزلاق تحت حزام الأمان في حالة الأصطدام الأمامي الشديد. تعد المقاعد المضادة للغواصات إحدى ميزات السلامة التي قد تكون أكثر أهمية للمقاعد الأمامية من المقاعد الخلفية.
- مقعد الأمان للأطفال أو نظام حماية الأطفال هو أحد أدوات التثبيت في مقعد السيارة المجهزة بأحزمة الأمان لحمل الطفل في حالة وقوع حادث. تتطلب جميع الولايات الخمسين المتحدة مقاعد أطفال بمعايير محددة، تختلف بناء على حجم ووزن الطفل وطوله، يحافظ المجاس الوطني لسلامة الأطفال على سلامة وجودة البرنامج التدريبي الوطني لإصدار شهادات سلامة للأطفال. يستخدم البرنامج تقنيي سلامة ومدربين أطفال من أجل مساعدة مقدمي الرعاية في النقل اللآمن للأطفال.- غالبًا ما يتم وضع الوسائد الهوائية الجانبية في جانب المقعد. لا ينبغي تغطية المقاعد المجهزة بهذا الشكل مما يعيق عمل الوسادة الهوائية.

### مقاعد الطاقة
بعض أنظمة مقاعد السيارات تحتوي على نظام اوتوماتيكي للتعديل باستخدام الكهرباء. بعض المركبات تسمح للسائق بحفظ التعديلات بضغطة زر يمكن استعادة هذه التعديلات.
و معظم هذه الأنظمة تسمح للسائق بحفظ أكثر من تعديل واحد. وهذا يسمح لعدة سوّاق بحفظ التعديلات المناسبة لكل واحد منهم.

## مقعد لشخص واحد و مقعد لثلاث أشخاص
مقعد الشخص الواحد هو مقعد منفصل مع منصة محدبة و مصمم للإستيعاب شخص واحد, يختلف عن المقعد المخصص لثلاث ركاب فهو مثل المنصة المسطحة و تم تصميمه ليستوعي حتى ثلاث أشخاص. المقاعد الفردية عادة تكون مستديرة الظهر و توفر مختلف التعديلات لكي تسع مختلف اعداد الركاب

### التحكم في درجة حرارة السيارة ونظام التهوية
بعض السيارات تتضمن نظام التحكم بدرجة حرارة المقاعد مثل (تدفئة المقاعد وتبريد درجة حرارتها) و نظام التهوية. نظام التهوية قدم عام 1997 بواسطة ساب  والتدفئة بواسطة كاديلاك  عام 1966.